# Sueca (jeu de cartes)
La Sueca (voulant dire "Suédoise" en portugais) est un jeu de levées se jouant à quatre personnes avec deux équipes l'une contre l'autre. Ce jeu de cartes est très connu au Portugal, au Brésil et en Angola. Le jeu de cartes le plus similaire est le jeu allemand de Einwerfen.

## Règles du jeu
Les 4 joueurs se répartissent en 2 équipes de 2 qui s'affrontent. On prend un jeu de cartes classique avec 52 cartes dont on retire les 8,9,10 et jokers. Un donneur distribue 10 cartes par joueur, la dernière carte de son paquet étant l'atout. Ensuite, le joueur à sa droite joue. Il est obligatoire ensuite de jouer une carte de la même couleur, si on n'en a plus à ce moment, on peut jouer une carte d'une autre signe. La carte la plus forte remporte le pli sachant que l'as est la carte la plus forte, suivi du 7, du roi, du valet et de la dame et ainsi de suite. Ensuite on compte les points des cartes collectées :  l'as vaut 11 points, le 7 10 points, le roi 4 points, le valet 3 points et la dame 2 points. Le vainqueur est l'équipe qui a le plus de points. Il y a 120 points au total, donc l'équipe qui a plus de 60 points gagne.